# Елизабет Маси
Елизабет Маси (на английски: Elizabeth Massie) е американска поетеса и писателка на произведения в жанра хорър, трилър, исторически роман, фентъзи, лирика и детска литература. Пише и под псевдонима Крис Блейн (на английски: Chris Blaine).

## Биография и творчество
Елизабет Джейн Спилман Маси е родена на 6 септември 1953 г. в Шарлотсвил, Вирджиния, САЩ. Занършва гимназия в Уейнсборо. Следва във Ферум Колидж (1973) и английска филология в университета „Джеймс Медисън“ в Харисънбург, Вирджиния. След дипломирането си работи 19 години като учителка по природни науки в средно училище. От 1994 г. се посвещава на писателската си кариера.
Първият ѝ разказ „Whittler“ е публикуван през 1984 г. Оттогава нейни разкази са публикувани в много списания и антологии. Разказът ѝ „Stephen“ от 1990 г. е удостоен с наградата „Брам Стокър“ за най-добър хорър. През февруари 2003 г. по разказа ѝ „Lock Her Room“ е направен едноименния късометражен филм.
Първият ѝ роман „Sineater“ е издаден през 1992 г. Книгата също получава наградата „Брам Стокър“ за най-добър първи хорър роман.
Авторка е на историческа произведения за юноши, включително поредицата „Младите учредители“, трилогията „Дъщерите на свободата“ и „Големият пожар в Чикаго, 1871“: от поредицата „Исторически бедствия“.
Член е на „Амнести Интернешънъл“ и е силно религиозна.
Елизабет Маси живее със семейството си край Уейнсборо в долината Шенандоа, Вирджиния.

## Произведения

### Като Елизабет Маси

#### Самостоятелни романи
- Sineater (1992) – награда „Брам Стокър“
- Welcome Back to Night (1999)
- Dreams of the Dark (1999) – със Стивън Марк Рейни
- Wire Mesh Mothers (2001)
- The Tudors: Thy Will Be Done (2009) – с Майкъл Хърст
- D.D. Murphry, Secret Policeman (2009) – с Алън Кларк
- Homegrown (2010)
- Desper Hollow (2013)
- Hell Gate (2013)
- Ameri-Scares Illinois (2014)
- Versailles (2016) – по телевизионния сериал на Саймън Мирън и Дейвид Уолстънкрофт
Версай: мечтата на Краля Слънце, изд.: ИК „Колибри“, София (2016), прев. Румяна Маркова

#### Серия „Американските тръпки“ (American Chills)
1. Maryland: Ghost Harbor (1995)
2. Virginia: Valley of Vampires (1995)

#### Серия „Дъщерите на свободата“ (Daughters of Liberty)
1. Patsy's Discovery (1997)
2. Patsy and the Declaration (1997)
3. Barbara's Escape (1997)

#### Серия „Младите учредители“ (Young Founders)
1. 1870: Not With Our Blood (1998)
2. 1609: Winter of the Dead (2000)
3. 1776 (2000)
4. 1863: A House Divided (2000)

#### Серия „Чудесни приказки“ (Wonder Tales)
1. Silver Slut: And So It Begins (2016)
2. Silver Slut: You Gotta Be Kiddin' Me! (2016)
3. Silver Slut: Bam Bam Shabam! (2017)
4. Silver Slut: Yip Snort Me-OW! (2017)

#### Участие в общи серии с други писатели

##### Серия „Хилядолетие“ (Millennium)
4. The Wild and the Innocent (1998)
от серията има още 4 романа от различни автори

##### Серия „Бъфи, убийцата на вампири“ (Buffy the Vampire Slayer)
12. Power of Persuasion (1999)
от серията има още 51 романа от различни автори

##### Серия „Исторически бедствия“ (Historical Disasters)
3. The Great Chicago Fire, 1871 (1999)
от серията има още 5 романа от различни автори

##### Серия „Американски страхове“ (Ameri-Scares)
- New York (2013)
- Virginia (2013)
- California (2013)
- Maryland (2013)
- North Carolina (2018)
- Tennessee: Winter Haunting (2019)
- Montana (2020)

от серията има още 3 романа от различни автори

#### Новели
- Playback (2011)
- Abed (2011)

#### Разкази
частично представяне
- Whittler (1984)
- Products of the Past (1985)
- Thundersylum (1985)
- Hooked on Buzzer (1988)
- Stephen (1990) – награда „Брам Стокър“
- Lock Her Room (1991)
- M Is For the Many Things (1991)
- Brazo de Dios (1993)
- What Happened When Mosby Paulson Had Her Painting Reproduced on the Cover of the Phone Book (1994)
- The Merry Music of Madness (1995) – с Брайън Маси
- Ice Dreams (1996) – с Робърт Петит
- Fixtures of Matchstick Men and Joo (1997)

#### Сборници
- Stephen (1992)
- The Selected Works of Elizabeth Massie (1993)
- Shadow Dreams (1996)
- The Fear Report (2004)
- The Little Magenta Book Of Mean Stories (2007)
- eBooks at the Crossroad (2010) – с Роналд Кели, Уейн Алън Сале, Стивън Савиле и Дейвид Найл Уилсън
- Afraid (2011)
- Sundown (2011)
- Naked, on the Edge (2012)
- It, Watching (2017)

#### Документалистика
- Night Benedictions: 365 Gentle Thoughts, Poems, and Meditations For the End of the Day (2014)
- On the Outside Looking Up: Seeking and Following God Beyond the Gates of Organized Religion (2016) – мемоари

### Като Крис Блейн

#### Серия „Корпорация Абадон“ (Abbadon Inn)
1. Drowned Night (2005)
2. Twisted Branch (2005)
3. Dark Whispers (2005)

### Екранизации
- 2003 Lock Her Room
- 2012 Abed